# Список умерших в 1124 году

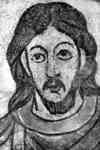
Борживой II

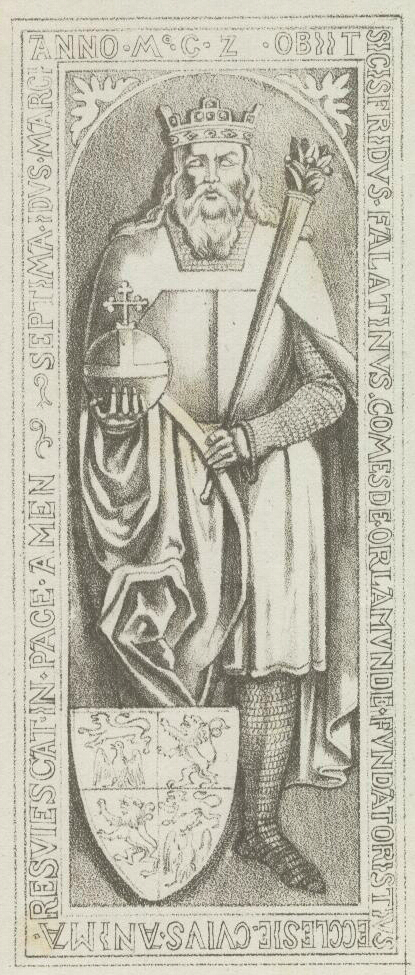
Зигфрид II

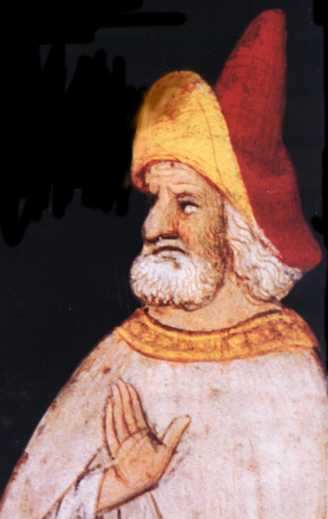
Хасан ибн Саббах

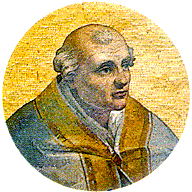
Каликст II

В этой статье представлен список известных людей, умерших в 1124 году.
См. также: Категория:Умершие в 1124 году

## Февраль
- 2 февраля — Борживой II — князь Брненский и князь Зноемский (1097—1101), князь Чехии (1100—1107, 1117—1120).
- 8 февраля — Стефан Тьерский (Стефан из Муре) (en) — католический аббат, основатель ордена гранмонтенсов[1][2].
- 11 февраля — Фридрих I Упрямый[нем.] — граф Арнсберг (1075—1124), граф Вестфалии (1092—1124)
- 17 февраля — Констабилис — аббат Кава-де-Тиррени, святой римско-католической церкви
- 28 февраля — Василько Ростиславич — первый князь теребовльский (1084—1124)

## Март
- 15 марта — Эрнульф[англ.] — французский архитектор, епископ Рочестера (1114—1124)
- 19 марта
  - Володарь Ростиславич — первый князь звенигородский (1085—1092) князь перемышльский (1092—1124)
  - Зигфрид II — граф Веймар-Орламюнде (1113—1124)

## Апрель
- 23 апреля — Александр I Неистовый — король Шотландии (1107—1124)
- 25 апреля — Бруно фон Бреттен[нем.] — архиепископ Трира (1102—1124)

## Май
- 6 мая — Балак бен Бахрам — первый сельджукский эмир Харпута из династии артукидов (ок1112—1124)
- 22 мая — Випрехт фон Гройч Старый — Маркграф Балсамгау (как Випрехт II), граф Гройча с 1070 года, маркграф Мейсена (1123—1124), маркграф Лужицкой марки (1123—1124)
- 23 мая — Хасан ибн Саббах — видный исмаилитский деятель (шиитская ветвь ислама), основатель и правитель государства низаритов (известных как хашишины или ассасины) (1090—1124)

## Декабрь
- 7 декабря — Рудольф I фон Штаде — граф Штаде и маркграф Северной марки (1106—1114).
- 13 декабря — Каликст II — папа римский (1119—1124).
- 16 декабря — Деди IV фон Веттин — граф Веттина (ок. 1116—1124), граф Гройча.

## Дата неизвестна или требует уточнения
- Гвиберт Ножанский — французский писатель, историограф первого крестового похода
- Ги III — виконт Лиможа.
- Жерве — граф Ретеля (1118—1124)
- Люк дела Бар[фр.] — нормандский рыцарь, жертва жестокости английского короля Генриха I
- Святой Карадок[англ.] — святой римско-католической церкви
- Ричвин[нем.] — епископ Туля (1108—1124)
- Роже II де Фуа — граф де Фуа (ок. 1064 или 1071—1124), граф де Кузеран (1071—1124)
- Сулейман бен Иль-Гази — сын Иль-Гази.
- Шараф аз-Заман Тахир аль-Марвази — врач, автор книги «Природа (естество) животных».